# 汉弗莱 (纽约州)
汉弗莱（英語：Humphrey）是位于美国纽约州卡特罗格斯县的一个镇，地处卡特罗格斯县东部、萨拉曼卡东北，建于1836年。2010年美国人口普查时，该镇有687人。其名称来源于美国众议员查尔斯·汉弗莱。